# Abbaye Saint-Jean-des-Sœurs
 (juillet 2024).
Si vous disposez d'ouvrages ou d'articles de référence ou si vous connaissez des sites web de qualité traitant du thème abordé ici, merci de compléter l'article en donnant les références utiles à sa vérifiabilité et en les liant à la section « Notes et références ».
Le monastère Saint-Jean-Baptiste est une abbaye bénédictine située à Müstair, dans le canton des Grisons, en Suisse. Sa fondation remonte aux environs de 780 par un évêque de Coire, pendant la renaissance carolingienne. D'abord établie comme abbaye de moines, elle devint abbaye féminine en 1167. On y a découvert des fresques romanes des années 1160 pendant des travaux de restauration du XXe siècle. L'abbaye est inscrite sur la liste du patrimoine mondial de l'Unesco pour ces fresques médiévales particulièrement bien préservées.

## Histoire
Sous Charlemagne, l'une des missions des monastères est de former des clercs, notamment des missionnaires envoyés vers les régions nouvellement conquises de l'empire. Ces monastères représentent une grande partie de l'art et de l'architecture de la Renaissance carolingienne. Les artisans carolingiens sont réputés en tant que peintres, bijoutiers et orfèvres. Leur aptitude à la décoration a été souvent utilisée pour décorer aussi les manuscrits. Le style carolingien de peinture s'appuie sur les techniques des époques et styles romains (chiffres), chrétiens (sujets) et germaniques (animaux). Les représentations des épisodes des évangiles, ainsi que ceux du Roi David, les rois carolingiens, et le Christ en majesté, sont particulièrement populaires.
L'abbaye aurait été fondée vers 780 par un évêque de Coire, dans la même vague de construction de monastères proches (Cazis, Mistail, Pfäfers, et Disentis). L'abbaye, située le long du Val Müstair, participe de la fortification de ce lieu de franchissement des Alpes. En 881, l'abbaye passe complètement sous le contrôle de l'évêque de Coire. Des premières années de l'abbaye, au début du IXe siècle, date une série de fresques dans l'église. Plus tard, aux XIe et XIIe siècles, l'abbaye connaît une deuxième expansion, et de nouveaux tableaux sont ajoutés sur les fresques anciennes. Ces peintures ont été redécouvertes au XXe siècle.

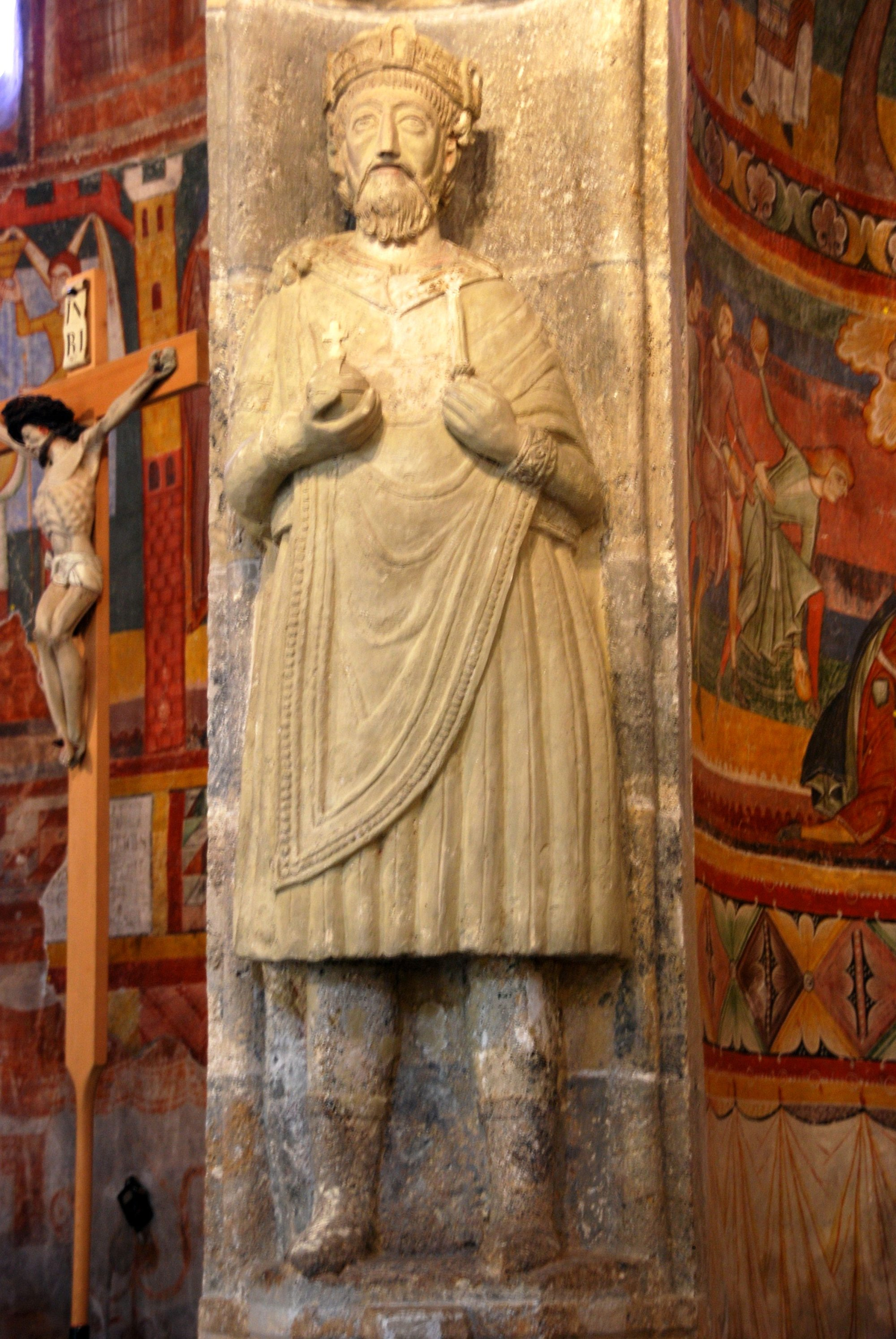
Statue de Charlemagne dans l'église

Au Xe siècle, le clocher de l'église est ajouté à l'église abbatiale. Au cours de l'expansion de la XIe siècle, l'évêque de Coire agrandit sa résidence au monastère. Sont également ajoutés la maison de la tour, le cloître, et la double chapelle de Saint-Ulrich et Saint-Nicolas. Au cours de l'expansion, les deux étages de résidence et chapelle de l'évêque sont également décorés en stuc et en fresques. Au XIIe siècle, les occupants de l'abbaye changent, les moines cédant la place aux nonnes. Ce changement, mentionné en 1167, semble récent à cette date.
La guerre de Souabe, tentative des Habsbourg d'affirmer leur contrôle des Grisons et des cols alpins clés, commence avec cette installation. Le 20 janvier 1499, les troupes des Habsbourg occupent la vallée environnante, et pillent le couvent. Elles sont suivies par les troupes des Trois Ligues, à la bataille de Calven. Après le raid, un armistice est signé entre les Habsbourg et les Trois Ligues. Cet armistice de quelques jours est vite rompu. Des raids ont rapidement dégénéré en guerre Souabe, jusqu'au traité de Bâle (septembre 1499) qui accorde une quasi-indépendance à la Confédération suisse.
Vers 1500 l'église abbatiale est modifiée : la simple nef carolingienne est augmentée de deux nouvelles, pour atteindre les trois nefs de style gothique tardif. Peu de temps après, en 1524 et 1526, à travers les Ilanzer, la ligue de la Maison-Dieu affaiblit le pouvoir temporel de l'évêque, réduisant les revenus de l'abbaye.
Dans l'esprit du Concile de Trente, l'évêque émet une série de réformes qui régissent la vie religieuse entre 1600 à 1614. Les réformes incluent de nouvelles réglementations quant à savoir qui pourrait recevoir les sacrements et la publication du bréviaire.
Tout au long de l'histoire de l'abbaye, des conflits l'opposent à l'évêque de Coire (à l'exemple de la crise de la Ligue Habsbourg). Le supérieur de l'abbaye puis l'abbesse sont généralement choisis par l'un de ces trois pouvoirs.

## Fresques

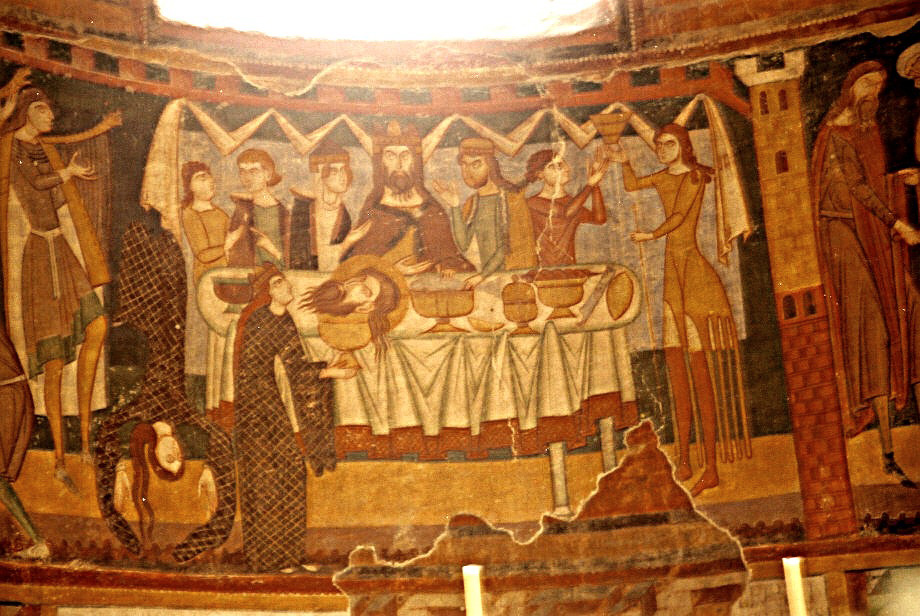
Diner d'Hérode Antipas avec la danse de Salomé

Pendant les travaux de restauration du XXe siècle, des fresques des années 1160 ont été découvertes. D'autres fresques sont datées du règne de Charlemagne. L'UNESCO les a reconnues comme « la plus grande série de peintures murales figuratives suisses de ces époques ».
La structure des fresques a une composition équilibrée et symétrique qui illustre le sens de l'histoire et son rythme. L'application du peintre utilise la lumière pour attirer l'attention sur certaines images, montre la complexité et la sophistication. Il y a un lien clair entre ces fresques et celles de l'église lombarde de Santa Maria di Castelseprio. L'alphabétisation catéchétique biblique est l'une de ses missions évidentes. Ces illustrations permettent de connaître les pages les plus importants du catéchisme de l'époque. Les tableaux sont organisés en cinq lignes qui vont de la paroi sud à travers la paroi de l'ouest vers le mur nord. La rangée du haut comporte des scènes de la vie du roi David de la Bible hébraïque (Ancien Testament). Les trois lignes suivantes montrent des scènes de la jeunesse, la vie et la Passion du Christ. La rangée du bas contient des scènes de la crucifixion de Saint André. Sur le mur ouest les lignes sont attachés ensemble avec une image du Jugement dernier. Les peintures ont été réalisées dans une gamme limitée de couleurs, y compris l'ocre, rouge et brun.
Le Jugement dernier est un élément important puissant de l'église. La fresque dépeint la fin du monde, et le jugement qui va arriver à toute l'humanité. Ici, les gens sont évalués pour leurs péchés, et s'ils ont demandé pardon pour leurs péchés. Bien qu'il serait insensé de supposer que tous ceux qui ont visité l'église ont cru exactement ce qui a été représenté sur les murs, on peut tirer des conclusions sur les messages que l'église essayait de dépeindre sur l'importance de la confession. Les proportions des personnages soulignent également leur importance et donnent au spectateur une légère sensation de profondeur. Les absides et le mur oriental ont été repeints au XIIe siècle : dîner d'Hérode Antipas, danse d'Hérodiade qui conduit à l'exécution de Jean-Baptiste, etc.

## Galerie

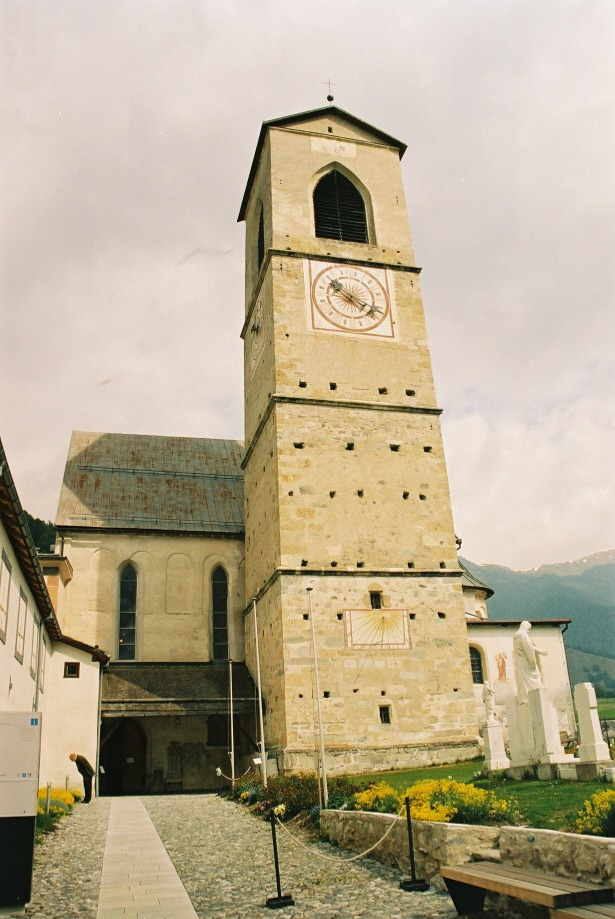
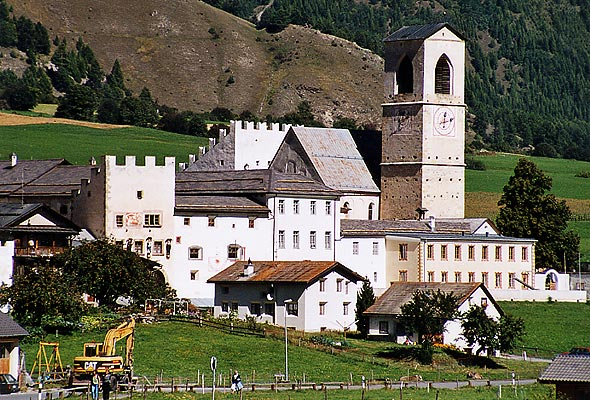
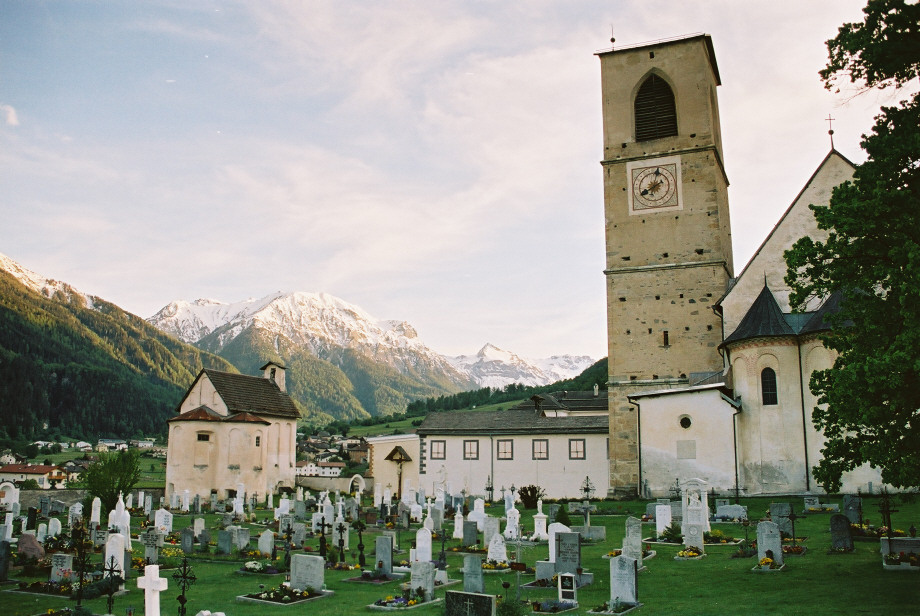
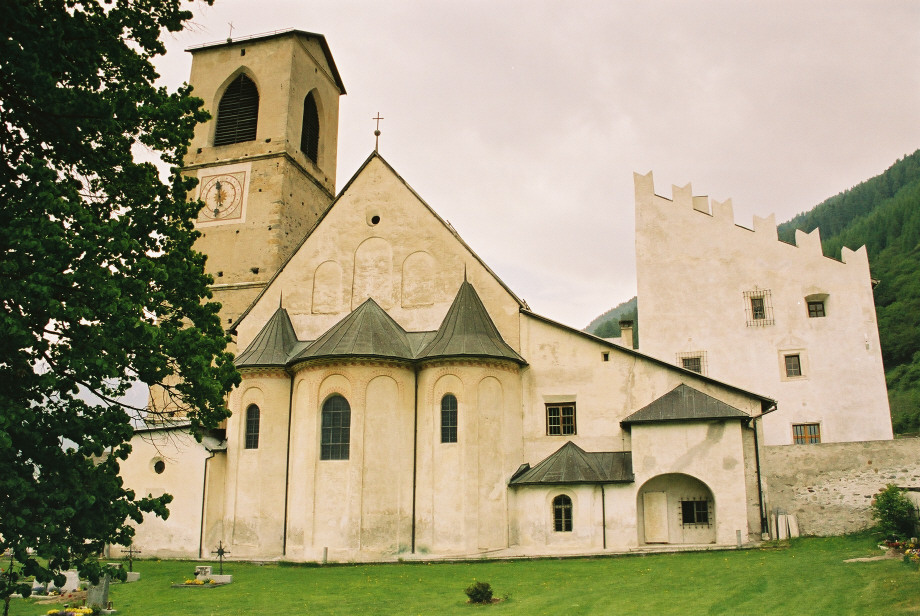
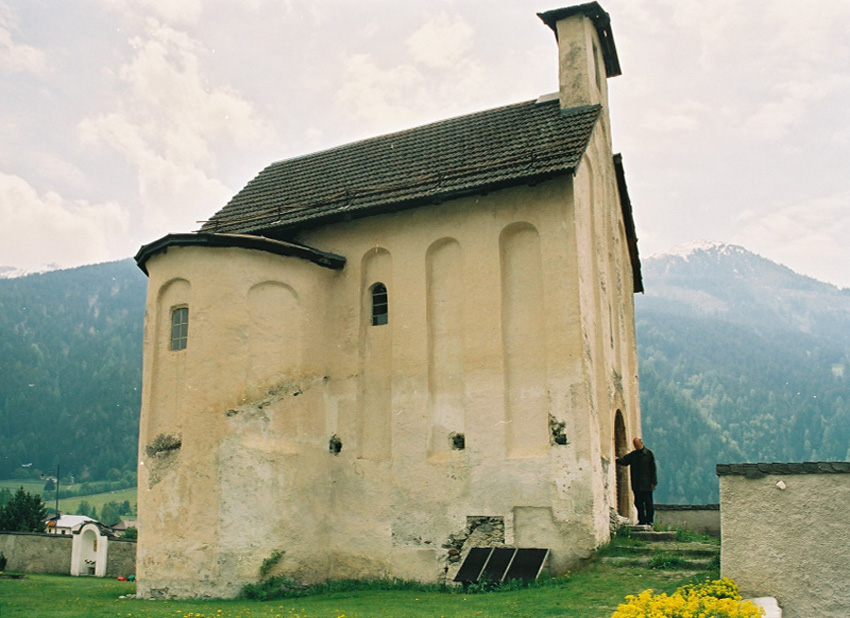
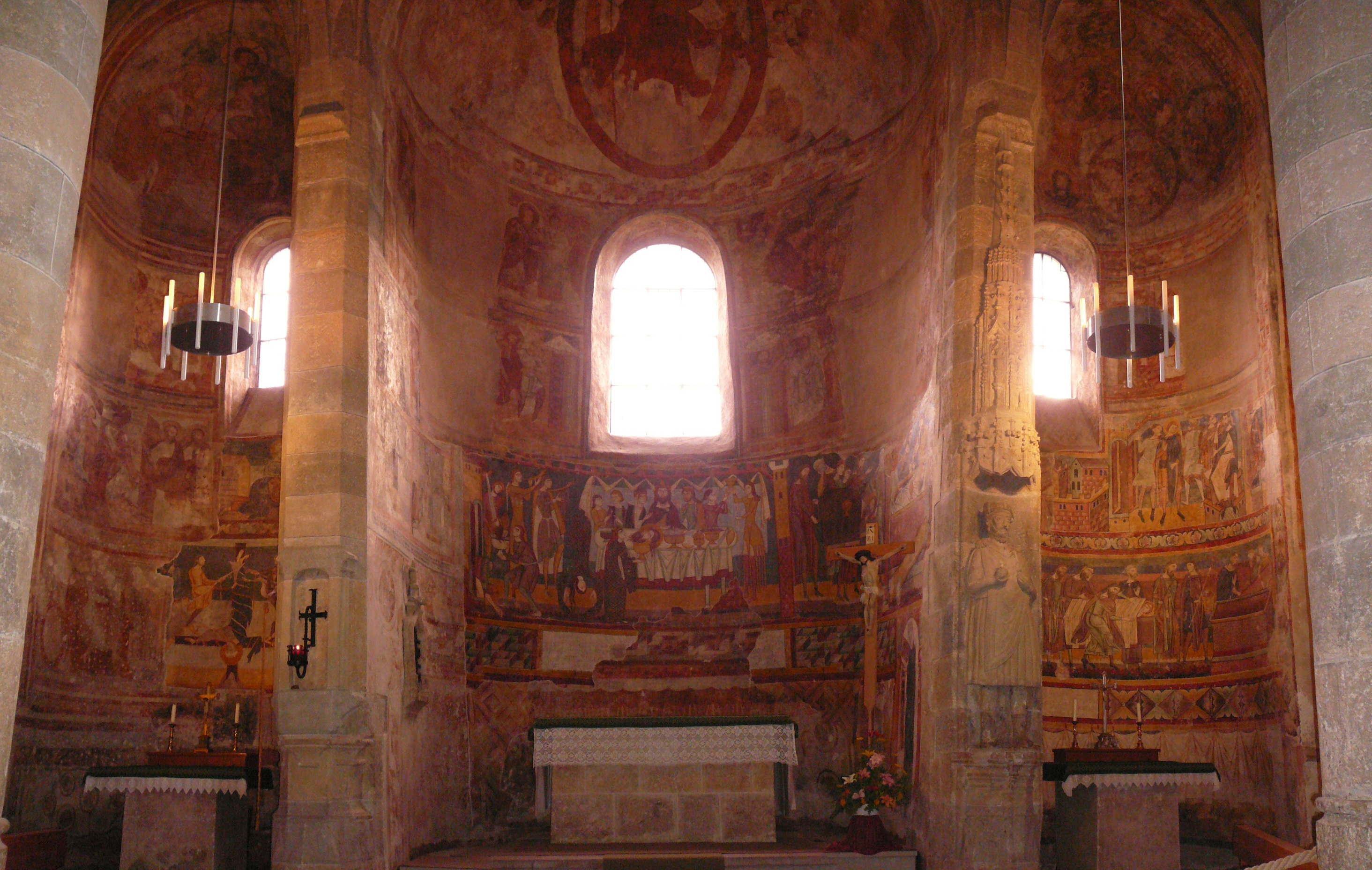
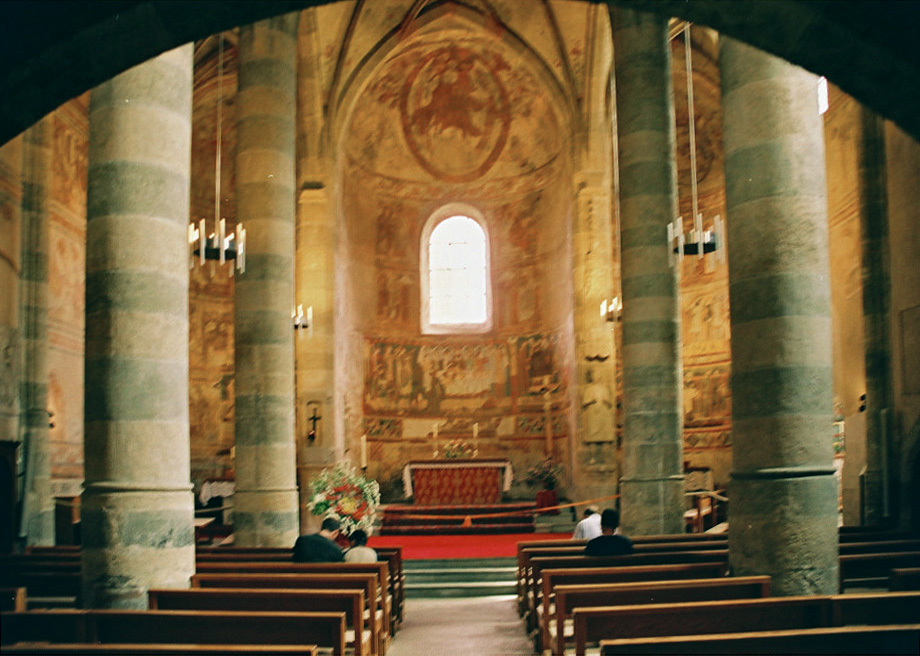
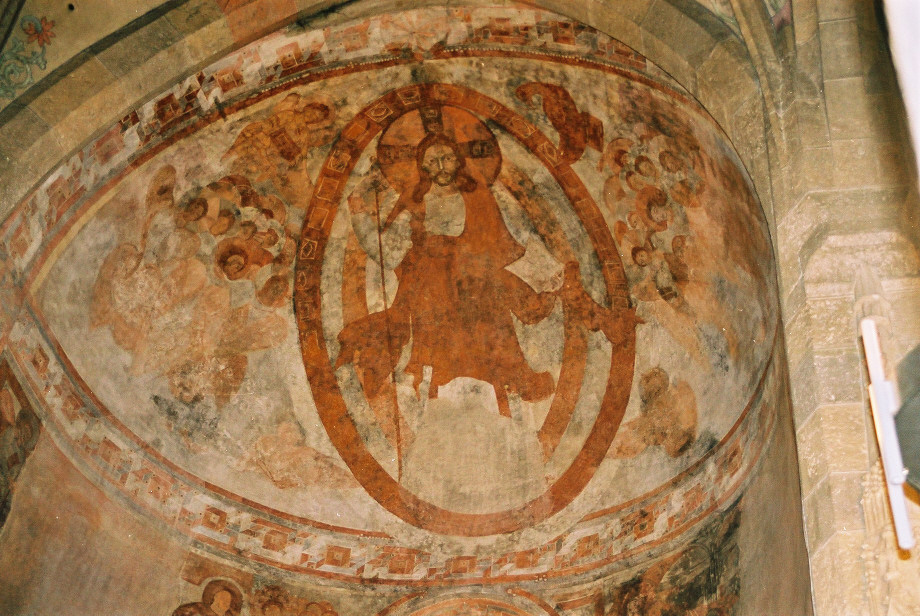
Vue de l'abside centrale
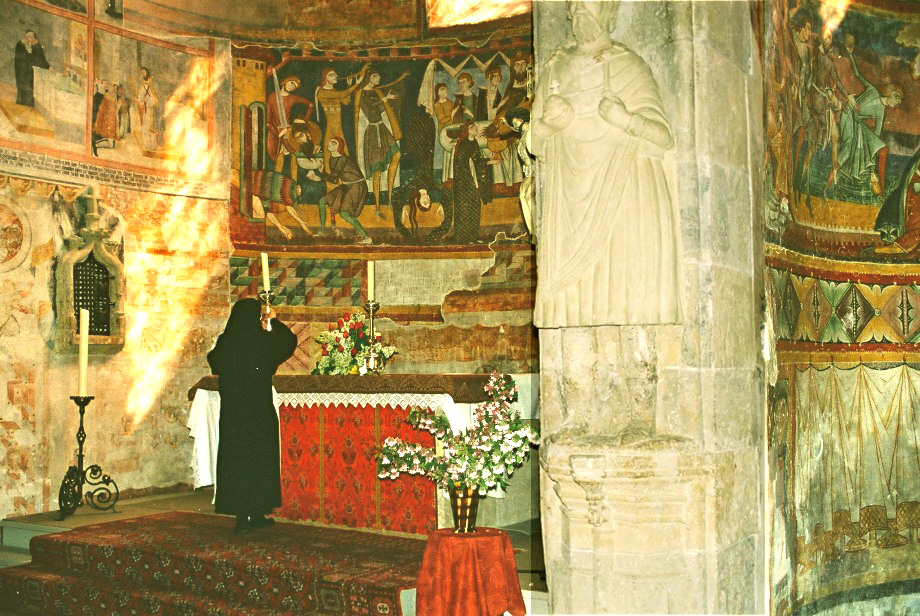
Abside centrale : Dîner d'Hérode Antipas, statue de Charlemagne
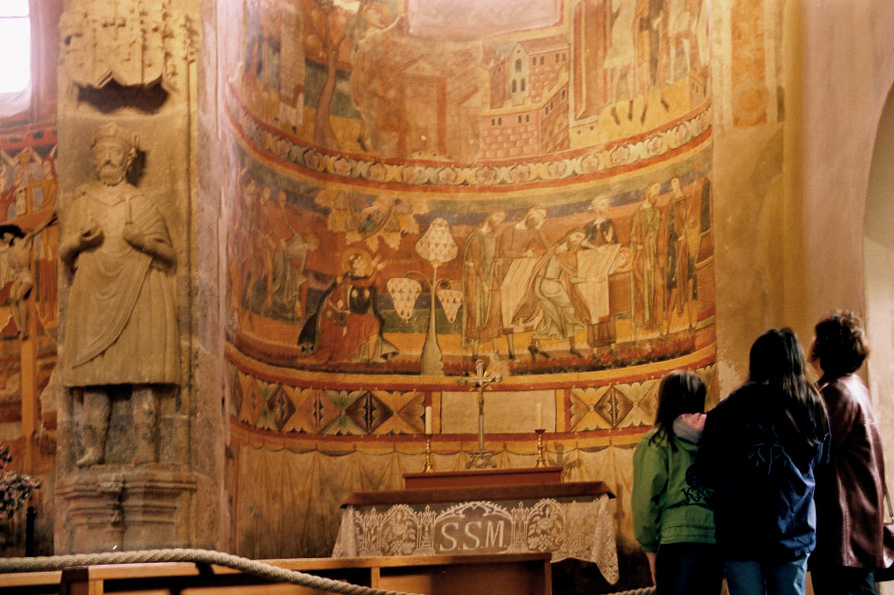
Abside sud
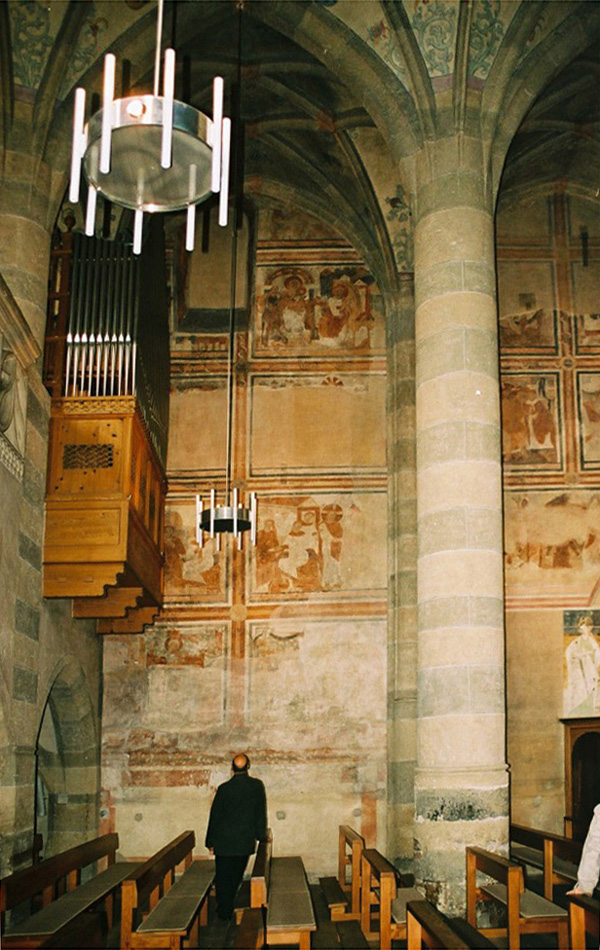
Fresques carolingiennes sur le mur nord
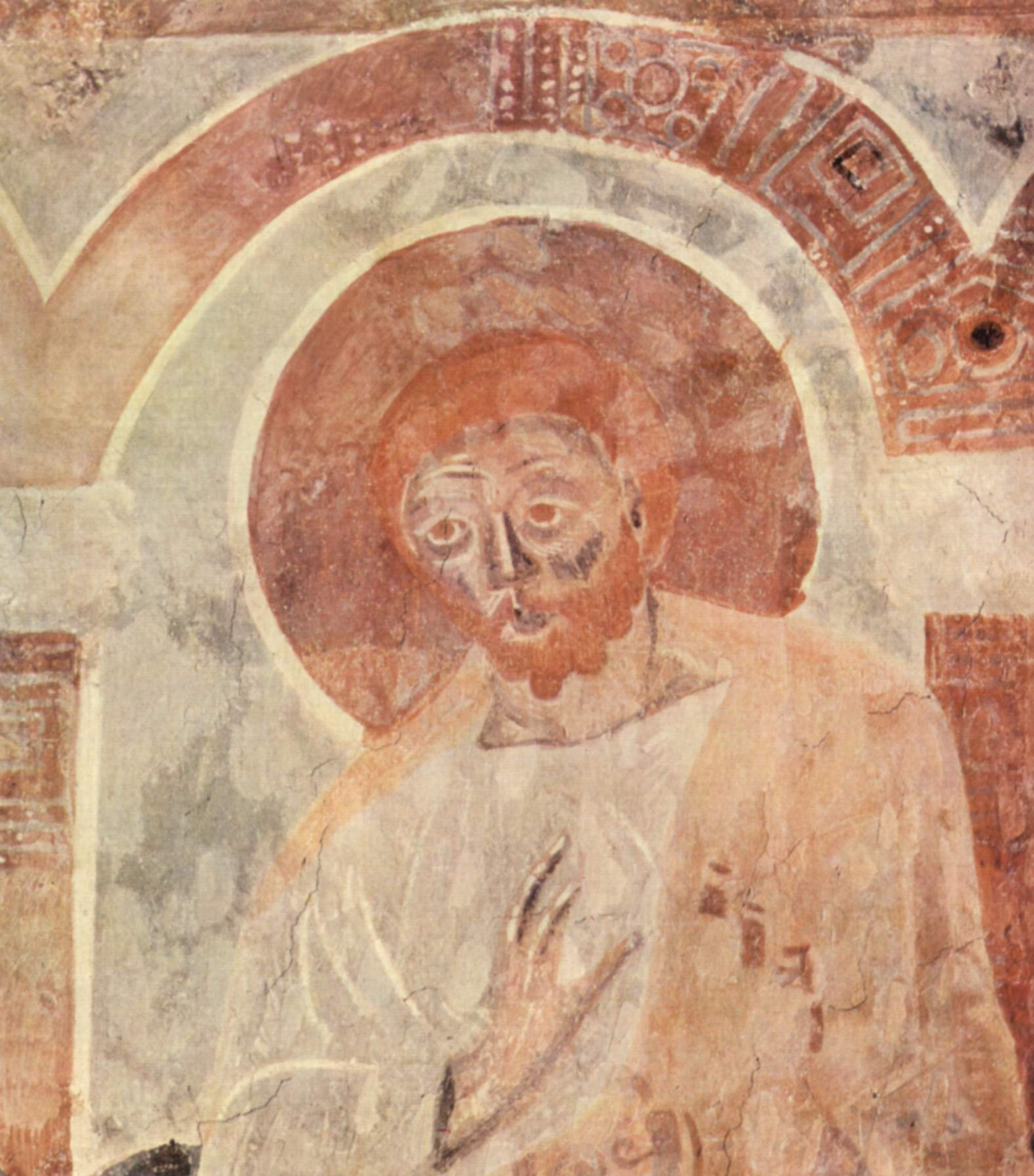
Apôtre
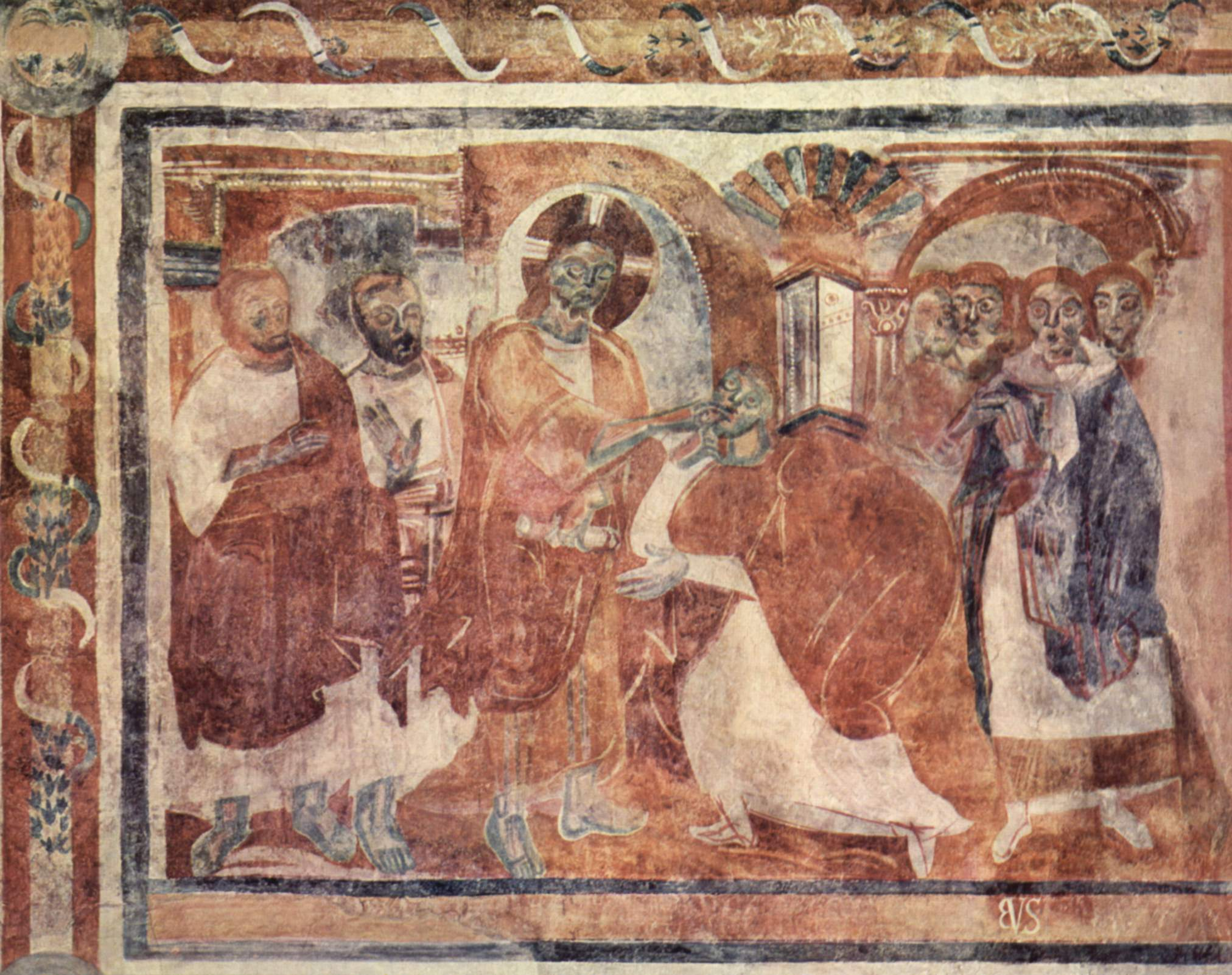
Fresque carolingienne représentant le Christ guérissant un sourd-muet
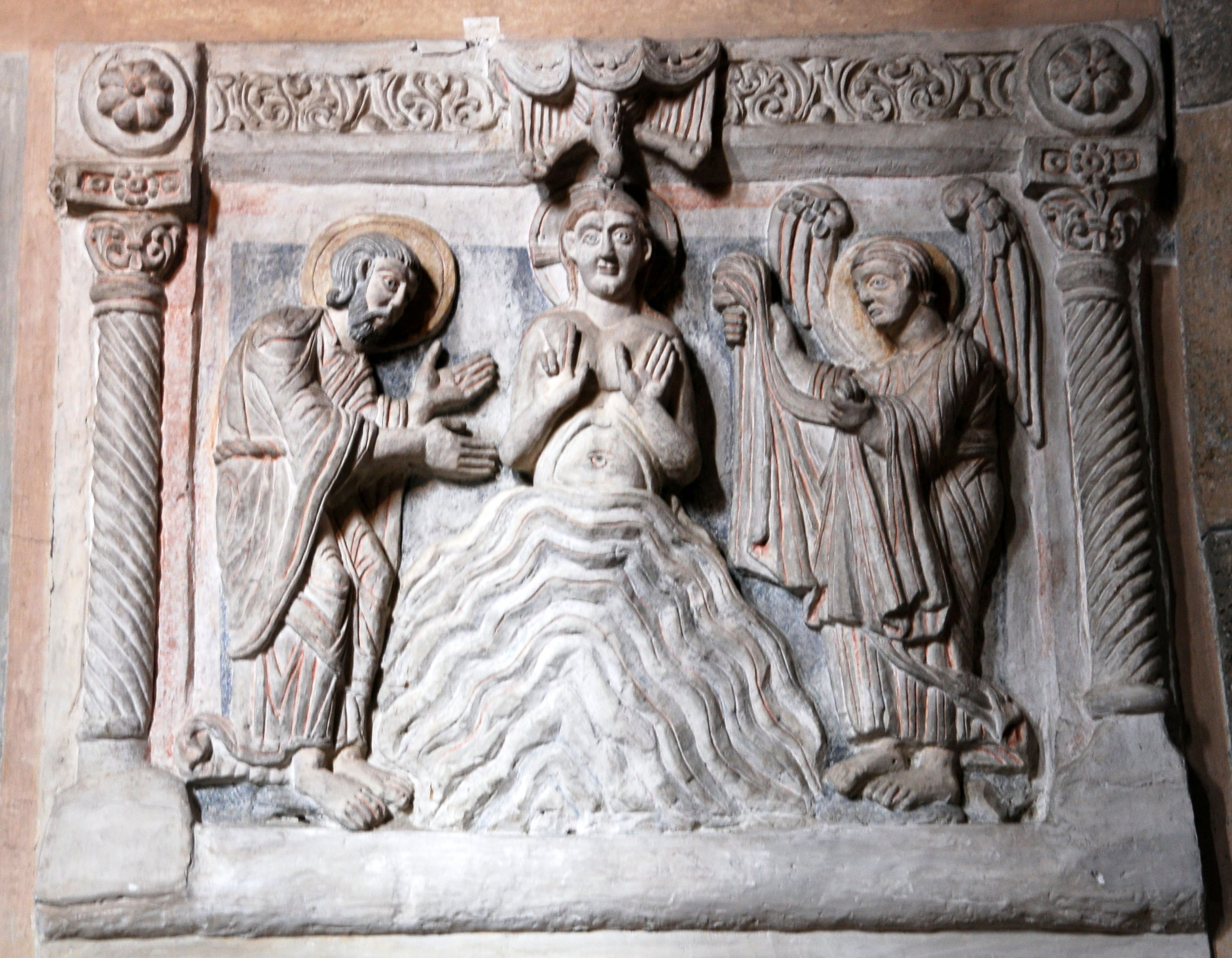